# عشرت‌آباد (سبزوار)
عشرت‌آباد، روستایی است از توابع بخش مرکزی شهرستان سبزوار استان خراسان رضوی ایران.

## جمعیت
این روستا در دهستان قصبه شرقی قرار داشته و بر اساس سرشماری سال ۱۳۸۵ جمعیت آن ۲۸ نفر (۱۰ خانوار)
بوده است. این روستا دارای یک رشته قنات است که به استخری در مرکزیت روستا منتهی می‌گردد.  در گذشته دارای قلعه ای حکومتی بوده که متاسفانه این قلعه تخریب و در مکان آن مخزن آب شهری احداث گردیده . همچنین گفته می‌شود این قلعه توسط دالانی زیر زمینی به قنات این روستا متصل بوده تا در مواقع خطر و جنگ اهالی قلعه توسط این دالان و قنات راه فراری داشته باشند . همچنین این روستا دارای آسیاب آبی و چندین آب انبار بوده که همگی تخریب گشته اند